# Ferreira Gullar
José Ribamar Ferreira, conocido como Ferreira Gullar (São Luís, Maranhão; 10 de septiembre de 1930-Río de Janeiro, 4 de diciembre de 2016), fue un escritor, dramaturgo, traductor, cronista y crítico de arte brasileño. 
En 1959, fundó el grupo poético «Neo-Concretes». Mientras vivía en Argentina, en 1976, escribió Poema Sujo, su poema más conocido. Ferreira Gullar, militante en ese entonces del Partido Comunista Brasileño, permaneció en el exilio desde el golpe de Estado en Brasil de 1964 hasta 1985. 
Ferreira Gullar fue el cuarto de los once hijos que tuvieron sus padres, Newton Ferreira y Alzira Ribeiro Goulart. Inició sus estudios primarios en el Jardim Decroli, en donde permaneció por dos años. Posteriormente, continuó su educación con profesores particulares hasta 1941, cuando ingresó al Colégio São Luís de Gonzaga.
En 2002 ganó el premio Príncipe Claus, en 2007 el premio Jabuti en la categoría libro de ficción y en 2010 el premio Camões, el más importante de la literatura en portugués.

## Obras

### Poemarios
- Muitas vozes (1999)
- O formigueiro (1991)
- Barulhos (1987)
- Crime na flora ou Ordem e progresso (1986)
- Na vertigem do dia (1980)
- Poema sujo (1976)
- Dentro da noite veloz (1975)
- Por você por mim (1968)
- História de um valente (1966)
- A luta corporal e novos poemas (1966)
- Quem matou Aparecida? (1962)
- João Boa-Morte, cabra marcado para morrer (1962)
- Poemas (1958)
- A luta corporal (1954)
- Um pouco acima do chão (1949)

### Cuentos y crónicas
- Resmungos (2007)
- O menino e o arco-íris (2001)
- Cidades inventadas (1997)
- Gamação (1996)
- A estranha vida banal (1989)

### Teatro
- Um rubi no umbigo (1979)

### Ensayos
- Relâmpagos (2003)
- Rembrandt (2002)
- Cultura posta em questão/Vanguarda e subdesenvolvimento (2002)
- O Grupo Frente e a reação neoconcreta (1998)
- Argumentação contra a morte da arte (1993)
- Indagações de hoje (1989)
- Etapas da arte contemporânea: do cubismo à arte neoconcreta (1985)
- Sobre arte (1983)
- Uma luz no chão (1978)
- Tentativa de compreensão: arte concreta, arte neoconcreta - Uma contribuição brasileira (1977)
- Augusto do Anjos ou Vida e morte nordestina (1977)
- Vanguarda e subdesenvolvimento (1969)
- Cultura posta em questão (1965)
- Teoria do não-objeto (1959)